# Skidata
Das österreichische Unternehmen Skidata GmbH (Eigenschreibweise in Großbuchstaben) stellt Zugangssysteme für den öffentlichen Raum her, beispielsweise für touristische Anlagen, Parkraum, Sportstadien, Freizeitparks und Messen. Bekanntheit erlangte Skidata als Anbieter automatischer Zugangssysteme für Skilifte. Weltweit wurden mehr als 10.000 Systeme in über 100 Ländern installiert. Das Unternehmen besitzt 24 Tochterunternehmen und 4 Joint Ventures.

## Geschichte
1977 entwickelte Günther Walcher das erste maschinell bedruckte Skiticket mit Foto und ersetzte so die handgeschriebenen Skipässe. Zur Vermarktung und Weiterentwicklung wurde in Grödig bei Salzburg die Firma Skidata gegründet. 1979 entstand die erste Registrier-Kasse, ein elektromagnetisches Stempelgerät zum Bedrucken von Tickets. Die ersten 320 Zutrittsleser wurden 1983 in einem Skigebiet installiert. Das ermöglichte die Abrechnung innerhalb von Skipools, wodurch sich Skigebiete zusammenschließen können. Anfang 1980er Jahre entwickelte Skidata Magnetstreifen-Tickets und führte ein System zur Abrechnung in großen Skigebieten und Skigebiet-Verbänden ein. Bis 1986 stieg der Marktanteil für das Zugangsmanagement in Skigebieten auf über 80 Prozent. Ende der 1980er Jahre brachte Skidata die ersten Zutrittssysteme mit berührungsloser Technologie auf den Markt und weitete sein Angebot auf Parkraumbewirtschaftung, Sportarenen, Funparks und Messen aus. 1992 wurde der Flughafen München mit einem Parkraumverwaltungssystem ausgerüstet, 1991 die Messe Düsseldorf ausgestattet.
1997 wurde der französische Chipkartenhersteller Gemplus Mehrheitseigentümer von Skidata. 2001 wurde Skidata durch die Schweizer Kudelski-Gruppe übernommen.
Bei den Fußball-Welt- und Europameisterschaften 2004 (Portugal), 2006 (Deutschland), 2008 (Schweiz und Österreich), 2010 (Südafrika) sowie 2012 (Polen und Ukraine) wurden die Stadien jeweils mit Skidata-Systemen ausgestattet. 2010 gewann Skidata mit Dallas/Fort Worth einen der weltgrößten Flughäfen als Park-Kunden. 2012 wurde Skidata Online als eigenes Produkt vorgestellt. Damit werden lokal verwaltete Systeme in der Cloud gehostet.
2014 hat Skidata mehrere Tochterfirmen gegründet bzw. zugekauft: Brasilien, Indien, Uruguay, Malaysia und Türkei. 2015 wurde der amerikanische Distributor „Sentry Control Systems“ übernommen. 2016 installierte Skidata ein Parkraummanagement und Personenzutrittssystem für die Otkrytije Arena in Moskau, welches 42.000 Zuschauer und 3.000 Parkplätze umfasst. Im März 2016 erneuerte Skidata das gesamte Zutrittssystem des Familyparks. Im April 2016 hat Skidata einen Vertrag mit der Stadt Amsterdam geschlossen, welcher die Installation von Systemen in 22 Parkanlagen mit circa 25.000 Stellplätzen beinhaltet.
Loyalty.Logic wurde von Skidata für die Wintersport Industrie entwickelt und hilft den Betreibern, die Beziehung zu ihren Kunden zu verbessern und zu stärken. Skidata und weitere Partner stellen Minnesota-Vikings-Fans eine neue Vikings App zur Verfügung, die Features wie digitale Ticketoption, Wegplan, Bestellung von Essen und Getränken inkludiert.
Im Mai 2016 wurde die Installation des elektronischen Parkplatz-Managements des Flughafens Salzburg von Skidata durchgeführt. Das System verwaltet 3.200 Parkplätze des Flughafens.
Im Jahr 2020 veröffentlichte Skidata „Mobile Flow“, ein System, bei dem das Smartphone als Zutrittskarte fungiert.
Im Februar 2024 kündigte die in wirtschaftliche Schieflage geratene Kudelski-Gruppe den Verkauf von Skidata an. Im Juli 2024 wurde über eine Übernahme durch Assa Abloy berichtet, die im September 2024 erfolgreich abgeschlossen wurde.

## Produkte

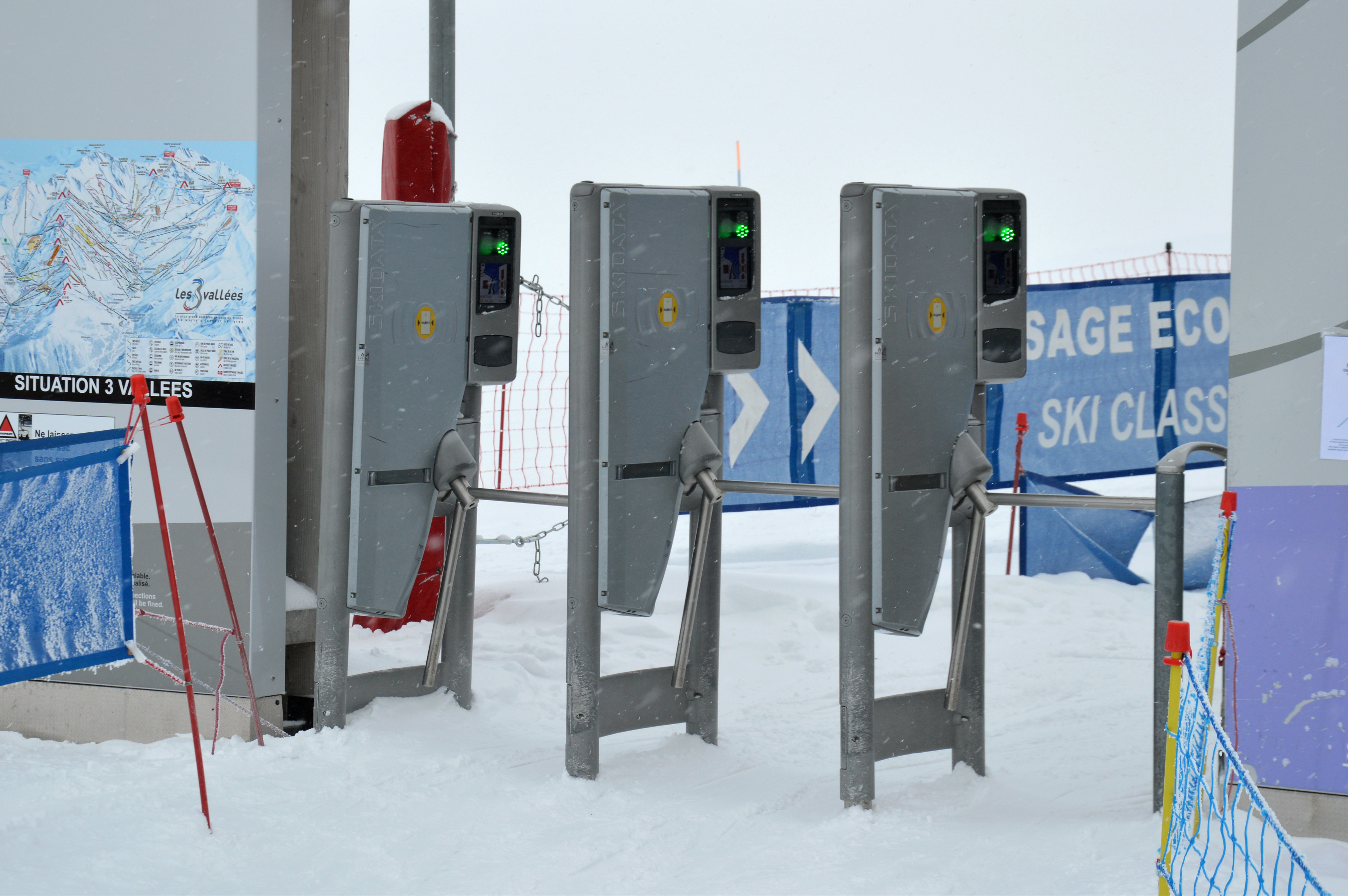
Skidata Drehkreuze für Skilifte

Zu den Produkten zählen u. a. Parksysteme, Zutrittssysteme und Datenträger. Sowohl als Parkticket, als auch als Skipässe werden die folgenden Datenträger verwendet: KeyCard (wiederverwendbar) KeyTicket.

## Kritik
Um illegale Geschäfte mit abgelaufenen oder gebrauchten Skipässen zu unterdrücken, führte Skidata ein Kamerasystem ein, welches bei erstmaligem Betreten des Liftes ein Kopffoto anfertigt um dieses stichprobenartig mit nachfolgenden Eintritten zu vergleichen. Die Überwachung von Skifahrern zur Verhinderung des Handels mit Skipässen steht in der Kritik.

## Auszeichnungen
- 1996: Österreichischer Staatspreis für Design[19]
- 2001: Adolf Loos Staatspreis für Design[20]
- 2007: Salzburger Innovation Award for Freemotion[21]
- 2009: Austria's Leading Companies[22]
- 2010: Landespreis Marketing[23]
- 2012: Bester Lehrbetrieb[24]
- 2014: Global Player Award[25]
- 2014: Sport Leading Company[26]